# EFL Championship 2022-23
EFL Championship 2022-23 (còn được gọi là Sky Bet Championship vì lý do tài trợ) là mùa giải thứ 19 của Football League Championship và là mùa giải thứ 31 của giải hạng hai Anh.
Mùa giải khởi tranh vào ngày 29 tháng 7 năm 2022 và kết thúc vào ngày 6 tháng 5 năm 2023. Vì World Cup 2022 ở Qatar, giải đấu sẽ có 4 tuần nghỉ giữa mùa để nhường chỗ cho World Cup. Quãng nghỉ sẽ bắt đầu từ giữa tháng 11 và vòng đấu đầu tiên sau khi trở lại của giải đấu sẽ bắt đầu vào ngày 10 tháng 12.

## Thay đổi danh sách đội
Các đội sau đây có sự thay đổi trong danh sách mùa giải 2022-23:
| Thăng hạng từ EFL League One - Wigan Athletic - Rotherham United - Sunderland Xuống hạng từ Premier League - Burnley - Watford - Norwich City |  | Thăng hạng lên Premier League - Fulham - Bournemouth - Nottingham Forest Xuống hạng đến EFL League One - Peterborough United - Derby County - Barnsley |

## Sân vận động và địa điểm
| Đội                  | Địa điểm                  | Sân vận động                    | Sức chứa |
| -------------------- | ------------------------- | ------------------------------- | -------- |
| Birmingham City      | Birmingham                | St Andrew's                     | 29,409   |
| Blackburn Rovers     | Blackburn                 | Ewood Park                      | 31,367   |
| Blackpool            | Blackpool                 | Bloomfield Road                 | 17,338   |
| Bristol City         | Bristol                   | Ashton Gate Stadium             | 27,000   |
| Burnley              | Burnley                   | Turf Moor                       | 21,944   |
| Cardiff City         | Cardiff                   | Cardiff City Stadium            | 33,280   |
| Coventry City        | Coventry                  | Coventry Building Society Arena | 32,609   |
| Huddersfield Town    | Huddersfield              | Kirklees Stadium                | 24,121   |
| Hull City            | Kingston upon Hull        | MKM Stadium                     | 25,400   |
| Luton Town           | Luton                     | Kenilworth Road                 | 10,356   |
| Middlesbrough        | Middlesbrough             | Riverside Stadium               | 34,742   |
| Millwall             | London (South Bermondsey) | The Den                         | 20,146   |
| Norwich City         | Norwich                   | Carrow Road                     | 27,244   |
| Preston North End    | Preston                   | Deepdale                        | 23,404   |
| Queens Park Rangers  | London (White City)       | Loftus Road                     | 18,439   |
| Reading              | Reading                   | Madejski Stadium                | 24,161   |
| Rotherham United     | Rotherham                 | New York Stadium                | 12,021   |
| Sheffield United     | Sheffield                 | Bramall Lane                    | 32,050   |
| Stoke City           | Stoke-on-Trent            | bet365 Stadium                  | 30,089   |
| Sunderland           | Sunderland                | Stadium of Light                | 49,000   |
| Swansea City         | Swansea                   | Swansea.com Stadium             | 21,088   |
| Watford              | Watford                   | Vicarage Road                   | 22,200   |
| West Bromwich Albion | West Bromwich             | The Hawthorns                   | 26,850   |
| Wigan Athletic       | Wigan                     | DW Stadium                      | 25,138   |

## Nhân sự và nhà tài trợ
| Đội                  | Huấn luyện viên    | Đội trưởng      | Nhà cung cấp áo đấu | Nhà tài trợ áo đấu (chính)                                                     | Nhà tài trợ áo đấu (phụ)                                               | Nhà tài trợ (quần)          |
| -------------------- | ------------------ | --------------- | ------------------- | ------------------------------------------------------------------------------ | ---------------------------------------------------------------------- | --------------------------- |
| Birmingham City      | John Eustace       | Troy Deeney     | Nike                | BoyleSports                                                                    | Impact                                                                 | amglogistics.co.uk          |
| Blackburn Rovers     | Jon Dahl Tomasson  | TBD             | Macron              | Totally Wicked                                                                 | Watson Ramsbottom Solicitors                                           | Không                       |
| Blackpool            | Michael Appleton   | Chris Maxwell   | Puma                | Utilita                                                                        | Không                                                                  | Không                       |
| Bristol City         | Nigel Pearson      | Daniel Bentley  | Hummel              | Huboo                                                                          | Không                                                                  | Digital NRG                 |
| Burnley              | Vincent Kompany    | TBD             | Umbro               | Classic Football Shirts                                                        | Không                                                                  | Không                       |
| Cardiff City         | Steve Morison      | Sean Morrison   | New Balance         | Tourism Malaysia                                                               | Không                                                                  | Không                       |
| Coventry City        | Mark Robins        | Liam Kelly      | Hummel              | BoyleSports                                                                    | XL Motors                                                              | G&R Scaffolding             |
| Huddersfield Town    | Danny Schofield    | Jonathan Hogg   | Umbro               | Utilita                                                                        | SportsBroker                                                           | The Skinny Food Co          |
| Hull City            | Shota Arveladze    | TBD             | Umbro               | Corendon Airlines                                                              | Không                                                                  | Tomya                       |
| Luton Town           | Nathan Jones       | Sonny Bradley   | Umbro               | Utilita (áo sân nhà) Star Platforms (áo sân khách) Ryebridge (áo thứ 3)        | Toureen Group (áo sân nhà) Utilita (áo sân khách và áo thứ 3)          | MuscleSquad                 |
| Middlesbrough        | Chris Wilder       | Jonny Howson    | Erreà               | Unibet                                                                         | Host and Stay                                                          | Không                       |
| Millwall             | Gary Rowett        | TBD             | Hummel              | Huski Chocolate                                                                | Masons Scaffolding                                                     | Wiggett Group               |
| Norwich City         | Dean Smith         | Grant Hanley    | Joma                | Lotus Cars                                                                     | AEC Illuminazione                                                      | Không                       |
| Preston North End    | Ryan Lowe          | Alan Browne     | Nike                | PAR Group                                                                      | PAR Group                                                              | Không                       |
| Queens Park Rangers  | Michael Beale      | Stefan Johansen | Erreà               | Convivia                                                                       | CopyBet                                                                | Ground Construction Limited |
| Reading              | Paul Ince          | Andy Yiadom     | Macron              | Select Car Leasing                                                             | Không                                                                  | Không                       |
| Rotherham United     | Paul Warne         | Richard Wood    | Puma                | IPM Group (áo sân nhà) Asura Financial Technologies (áo sân khách và áo thứ 3) | Garner UK (áo sân nhà) KCM Waste Management (áo sân khách và áo thứ 3) | Mears Group                 |
| Sheffield United     | Paul Heckingbottom | Billy Sharp     | Erreà               | Randox                                                                         | Không                                                                  | Không                       |
| Stoke City           | Michael O'Neill    | TBD             | Macron              | bet365                                                                         | Không                                                                  | Không                       |
| Sunderland           | Alex Neil          | Corry Evans     | Nike                | Spreadex Sports                                                                | Không                                                                  | Không                       |
| Swansea City         | Russell Martin     | Matt Grimes     | Joma                | Westacres (áo sân nhà) Swansea University (áo sân khách)                       | Swansea Building Society                                               | Không                       |
| Watford              | Rob Edwards        | Tom Cleverley   | Kelme               | Stake.com                                                                      | Không                                                                  | Không                       |
| West Bromwich Albion | Steve Bruce        | Jake Livermore  | Puma                | Ideal Heating                                                                  | Không                                                                  | Không                       |
| Wigan Athletic       | Leam Richardson    | Tendayi Darikwa | Puma                | Big Help Project (áo sân nhà và sân khách) EPIC.gi (áo thứ 3)                  | Không                                                                  | Không                       |

## Thay đổi huấn luyện viên
| Đội                 | Huấn luyện viên rời đi | Lý do rời đi            | Ngày rời đi         | Vị trí trên bảng xếp hạng | Huấn luyện viên tới | Ngày bổ nhiệm       |
| ------------------- | ---------------------- | ----------------------- | ------------------- | ------------------------- | ------------------- | ------------------- |
| Queens Park Rangers | Mark Warburton         | Hết hợp đồng            | 7 tháng 5 năm 2022  | Tiền mùa giải             | Michael Beale       | 1 tháng 6 năm 2022  |
| Blackburn Rovers    | Tony Mowbray           | Hết hợp đồng            | 7 tháng 5 năm 2022  | Tiền mùa giải             | Jon Dahl Tomasson   | 14 tháng 6 năm 2022 |
| Watford             | Roy Hodgson            | Hết hợp đồng            | 22 tháng 5 năm 2022 | Tiền mùa giải             | Rob Edwards         | 23 tháng 5 năm 2022 |
| Burnley             | Mike Jackson           | Hết thời gian tạm quyền | 22 tháng 5 năm 2022 | Tiền mùa giải             | Vincent Kompany     | 14 tháng 6 năm 2022 |
| Blackpool           | Neil Critchley         | Chuyển tới Aston Villa  | 2 tháng 6 năm 2022  | Tiền mùa giải             | Michael Appleton    | 17 tháng 6 năm 2022 |
| Birmingham City     | Lee Bowyer             | Bị sa thải              | 2 tháng 7 năm 2022  | Tiền mùa giải             | John Eustace        | 3 tháng 7 năm 2022  |
| Huddersfield Town   | Carlos Corberán        | Từ chức                 | 7 tháng 7 năm 2022  | Tiền mùa giải             | Danny Schofield     | 7 tháng 7 năm 2022  |

## Bảng xếp hạng
| VT | Đội                  | ST | T  | H  | B  | BT | BB | HS  | Đ   | Thăng hạng, giành quyền tham dự hoặc xuống hạng |
| -- | -------------------- | -- | -- | -- | -- | -- | -- | --- | --- | ----------------------------------------------- |
| 1  | Burnley (C, P)       | 46 | 29 | 14 | 3  | 87 | 35 | +52 | 101 | Thăng hạng lên Giải bóng đá Ngoại hạng Anh      |
| 2  | Sheffield United (P) | 46 | 28 | 7  | 11 | 73 | 39 | +34 | 91  | Thăng hạng lên Giải bóng đá Ngoại hạng Anh      |
| 3  | Luton Town (O, P)    | 46 | 21 | 17 | 8  | 57 | 39 | +18 | 80  | Vào vòng play-off thăng hạng                    |
| 4  | Middlesbrough        | 46 | 22 | 9  | 15 | 84 | 56 | +28 | 75  | Vào vòng play-off thăng hạng                    |
| 5  | Coventry City        | 46 | 18 | 16 | 12 | 58 | 46 | +12 | 70  | Vào vòng play-off thăng hạng                    |
| 6  | Sunderland           | 46 | 18 | 15 | 13 | 68 | 55 | +13 | 69  | Vào vòng play-off thăng hạng                    |
| 7  | Blackburn Rovers     | 46 | 20 | 9  | 17 | 52 | 54 | −2  | 69  |                                                 |
| 8  | Millwall             | 46 | 19 | 11 | 16 | 57 | 50 | +7  | 68  |                                                 |
| 9  | West Bromwich Albion | 46 | 18 | 12 | 16 | 59 | 53 | +6  | 66  |                                                 |
| 10 | Swansea City         | 46 | 18 | 12 | 16 | 68 | 64 | +4  | 66  |                                                 |
| 11 | Watford              | 46 | 16 | 15 | 15 | 56 | 53 | +3  | 63  |                                                 |
| 12 | Preston North End    | 46 | 17 | 12 | 17 | 45 | 59 | −14 | 63  |                                                 |
| 13 | Norwich City         | 46 | 17 | 11 | 18 | 57 | 54 | +3  | 62  |                                                 |
| 14 | Bristol City         | 46 | 15 | 14 | 17 | 55 | 56 | −1  | 59  |                                                 |
| 15 | Hull City            | 46 | 14 | 16 | 16 | 51 | 61 | −10 | 58  |                                                 |
| 16 | Stoke City           | 46 | 14 | 11 | 21 | 55 | 54 | +1  | 53  |                                                 |
| 17 | Birmingham City      | 46 | 14 | 11 | 21 | 47 | 58 | −11 | 53  |                                                 |
| 18 | Huddersfield Town    | 46 | 14 | 11 | 21 | 47 | 62 | −15 | 53  |                                                 |
| 19 | Rotherham United     | 46 | 11 | 17 | 18 | 49 | 60 | −11 | 50  |                                                 |
| 20 | Queens Park Rangers  | 46 | 13 | 11 | 22 | 44 | 71 | −27 | 50  |                                                 |
| 21 | Cardiff City         | 46 | 13 | 10 | 23 | 41 | 58 | −17 | 49  |                                                 |
| 22 | Reading (R)          | 46 | 13 | 11 | 22 | 46 | 68 | −22 | 44  | Xuống hạng đến EFL League One                   |
| 23 | Blackpool (R)        | 46 | 11 | 11 | 24 | 48 | 72 | −24 | 44  | Xuống hạng đến EFL League One                   |
| 24 | Wigan Athletic (R)   | 46 | 10 | 15 | 21 | 38 | 65 | −27 | 39  | Xuống hạng đến EFL League One                   |

1. ↑  Reading were deducted 6 points for breaching an EFL business plan.[39]
2. ↑  In March 2023, Wigan Athletic were deducted 3 points for failing to pay players and staff on time.[40] On 19 May 2023, the EFL retrospectively deducted three points from the club's 2022–23 season total for late payment of wages; Wigan therefore finished the season on 39 points, 10 points from safety.[41]

## Play-off
|  | Semi-finals | Semi-finals   | Semi-finals | Semi-finals   | Semi-finals |   |   | Final      | Final | Final |  |
|  |             |               |             |               |             |   |   |            |       |       |  |
|  | 3           | Luton Town    | 1           | 2             | 3           |   |   |            |       |       |  |
|  | 3           | Luton Town    | 1           | 2             | 3           |   |   |            |       |       |  |
|  | 6           | Sunderland    | 2           | 0             | 2           |   |   |            |       |       |  |
|  | 6           | Sunderland    | 2           | 0             | 2           |   | 3 | Luton Town | 1 (6) |       |  |
|  |             |               |             |               |             |   | 3 | Luton Town | 1 (6) |       |  |
|  |             |               | 5           | Coventry City | 1 (5)       |   |   |            |       |       |  |
|  | 4           | Middlesbrough | 5           | Coventry City | 1 (5)       | 0 | 0 | 0          |       |       |  |
|  | 4           | Middlesbrough |             |               |             |   |   | 0          |       |       |  |
|  | 5           | Coventry City | 0           | 1             | 1           |   |   |            |       |       |  |

Lượt đi
| Sunderland              | 2–1      | Luton Town    |
| ----------------------- | -------- | ------------- |
| - Diallo 39' - Hume 63' | Chi tiết | - Adebayo 11' |

| Coventry City | 0–0      | Middlesbrough |
| ------------- | -------- | ------------- |
|               | Chi tiết |               |

Lượt về
| Luton Town               | 2–0      | Sunderland |
| ------------------------ | -------- | ---------- |
| - Osho 10' - Lockyer 43' | Chi tiết |            |

Luton Town thắng với tổng tỷ số 3-2.
| Middlesbrough | 0–1      | Coventry City |
| ------------- | -------- | ------------- |
|               | Chi tiết | - Hamer 57'   |

 Coventry City thắng với tổng tỷ số 1-0. 

### Chung kết
2023 EFL Championship play-off final

## Kết quả các trận đấu
| Nhà \ Khách          | BIR | BLB | BLP | BRC | BUR | CAR | COV | HUD | HUL | LUT | MID | MIL | NOR | PNE | QPR | REA | ROT | SHU | STO | SUN | SWA | WAT | WBA | WIG |
| -------------------- | --- | --- | --- | --- | --- | --- | --- | --- | --- | --- | --- | --- | --- | --- | --- | --- | --- | --- | --- | --- | --- | --- | --- | --- |
| Birmingham City      | —   | 1–0 | 0–1 | 3–0 | 1–1 | 0–2 | 0–0 | 2–1 | 0–1 | 0–1 | 1–3 | 0–0 | 1–2 | 1–2 | 2–0 | 3–2 | 2–0 | 1–2 | 0–0 | 1–2 | 2–2 | 1–1 | 2–0 | 0–1 |
| Blackburn Rovers     | 2–1 | —   | 1–0 | 2–3 | 0–1 | 1–0 | 1–1 | 1–0 | 0–0 | 1–1 | 1–2 | 2–1 | 0–2 | 1–4 | 1–0 | 2–1 | 3–0 | 1–0 | 0–1 | 2–0 | 1–0 | 2–0 | 2–1 | 0–0 |
| Blackpool            | 0–0 | 0–1 | —   | 3–3 | 0–0 | 1–3 | 1–4 | 2–2 | 1–3 | 0–1 | 0–3 | 2–3 | 0–1 | 4–2 | 6–1 | 1–0 | 0–0 | 1–2 | 1–0 | 1–1 | 0–1 | 3–1 | 0–2 | 1–0 |
| Bristol City         | 4–2 | 1–1 | 2–0 | —   | 1–2 | 2–0 | 0–0 | 2–0 | 1–0 | 2–0 | 2–2 | 1–2 | 1–0 | 2–1 | 1–2 | 1–1 | 2–1 | 0–1 | 1–2 | 2–3 | 1–1 | 0–0 | 0–2 | 1–1 |
| Burnley              | 3–0 | 3–0 | 3–3 | 2–1 | —   | 3–0 | 1–0 | 4–0 | 1–1 | 1–1 | 3–1 | 2–0 | 1–0 | 3–0 | 1–2 | 2–1 | 3–2 | 2–0 | 1–1 | 0–0 | 4–0 | 1–1 | 2–1 | 3–0 |
| Cardiff City         | 1–0 | 1–0 | 1–1 | 2–0 | 1–1 | —   | 0–1 | 1–2 | 2–3 | 1–2 | 1–3 | 0–1 | 1–0 | 0–0 | 0–0 | 1–0 | 1–0 | 0–1 | 1–1 | 0–1 | 2–3 | 1–2 | 1–1 | 1–1 |
| Coventry City        | 2–0 | 1–0 | 1–2 | 1–1 | 0–1 | 0–0 | —   | 2–0 | 1–1 | 1–1 | 1–0 | 1–0 | 2–4 | 0–1 | 2–0 | 2–1 | 2–2 | 1–0 | 0–4 | 2–1 | 3–3 | 2–2 | 1–0 | 2–0 |
| Huddersfield Town    | 2–1 | 2–2 | 0–1 | 0–0 | 0–1 | 1–0 | 0–4 | —   | 2–0 | 1–2 | 4–2 | 1–0 | 1–1 | 0–1 | 1–1 | 2–0 | 2–0 | 1–0 | 3–1 | 0–2 | 0–0 | 0–2 | 2–2 | 1–2 |
| Hull City            | 0–2 | 0–1 | 1–1 | 2–1 | 1–3 | 1–0 | 3–2 | 1–1 | —   | 0–2 | 1–3 | 1–0 | 2–1 | 0–0 | 3–0 | 1–2 | 0–0 | 0–2 | 0–3 | 1–1 | 1–1 | 1–0 | 2–0 | 2–1 |
| Luton Town           | 0–0 | 2–0 | 3–1 | 1–0 | 0–1 | 1–0 | 2–2 | 3–3 | 0–0 | —   | 2–1 | 2–2 | 2–1 | 0–1 | 3–1 | 0–0 | 1–1 | 1–1 | 1–0 | 1–1 | 1–0 | 2–0 | 2–3 | 1–2 |
| Middlesbrough        | 1–0 | 1–2 | 3–0 | 1–1 | 1–2 | 2–3 | 1–1 | 0–0 | 3–1 | 2–1 | —   | 1–0 | 5–1 | 4–0 | 3–1 | 5–0 | 0–0 | 2–2 | 1–1 | 1–0 | 2–1 | 2–0 | 1–1 | 4–1 |
| Millwall             | 0–1 | 3–4 | 2–1 | 0–0 | 1–1 | 2–0 | 3–2 | 0–1 | 0–0 | 0–0 | 2–0 | —   | 2–3 | 2–0 | 0–2 | 0–1 | 3–0 | 3–2 | 2–0 | 1–1 | 2–1 | 3–0 | 2–1 | 1–1 |
| Norwich City         | 3–1 | 0–2 | 0–1 | 3–2 | 0–3 | 2–0 | 3–0 | 2–1 | 3–1 | 0–1 | 1–2 | 2–0 | —   | 2–3 | 0–0 | 1–1 | 0–0 | 0–1 | 3–1 | 0–1 | 0–3 | 0–1 | 1–1 | 1–1 |
| Preston North End    | 0–1 | 1–1 | 3–1 | 1–2 | 1–1 | 2–0 | 0–0 | 1–2 | 0–0 | 1–1 | 2–1 | 2–4 | 0–4 | —   | 0–1 | 2–1 | 0–0 | 0–2 | 0–2 | 0–3 | 1–0 | 0–0 | 1–0 | 2–1 |
| Queens Park Rangers  | 0–1 | 1–3 | 0–1 | 0–2 | 0–3 | 3–0 | 0–3 | 1–2 | 3–1 | 0–3 | 3–2 | 1–2 | 1–1 | 0–2 | —   | 2–1 | 1–1 | 1–1 | 0–0 | 0–3 | 1–1 | 1–0 | 0–1 | 2–1 |
| Reading              | 1–1 | 3–0 | 3–1 | 2–0 | 0–0 | 2–1 | 1–0 | 3–1 | 1–1 | 1–1 | 1–0 | 0–1 | 1–1 | 1–2 | 2–2 | —   | 2–1 | 0–1 | 2–1 | 0–3 | 2–1 | 2–2 | 0–2 | 1–1 |
| Rotherham United     | 2–0 | 4–0 | 3–0 | 1–3 | 2–2 | 1–2 | 0–2 | 2–1 | 2–4 | 0–2 | 1–0 | 1–1 | 1–2 | 1–2 | 3–1 | 4–0 | —   | 0–0 | 2–2 | 2–1 | 1–1 | 1–1 | 3–1 | 0–2 |
| Sheffield United     | 1–1 | 3–0 | 3–3 | 1–0 | 5–2 | 4–1 | 3–1 | 1–0 | 1–0 | 0–1 | 1–3 | 2–0 | 2–2 | 4–1 | 0–1 | 4–0 | 0–1 | —   | 3–1 | 2–1 | 3–0 | 1–0 | 2–0 | 1–0 |
| Stoke City           | 1–2 | 3–2 | 2–0 | 1–2 | 0–1 | 2–2 | 0–2 | 3–0 | 0–0 | 2–0 | 2–2 | 0–1 | 0–0 | 0–1 | 0–1 | 4–0 | 0–1 | 3–1 | —   | 0–1 | 1–1 | 0–4 | 1–2 | 0–1 |
| Sunderland           | 2–1 | 2–1 | 0–0 | 1–1 | 2–4 | 0–1 | 1–1 | 1–1 | 4–4 | 1–1 | 2–0 | 3–0 | 0–1 | 0–0 | 2–2 | 1–0 | 3–0 | 1–2 | 1–5 | —   | 1–3 | 2–2 | 1–2 | 2–1 |
| Swansea City         | 3–4 | 0–3 | 2–1 | 2–0 | 1–2 | 2–0 | 0–0 | 1–0 | 3–0 | 0–2 | 1–3 | 2–2 | 0–1 | 4–2 | 1–0 | 3–2 | 1–1 | 0–1 | 1–3 | 2–1 | —   | 4–0 | 3–2 | 2–2 |
| Watford              | 3–0 | 1–1 | 2–0 | 2–0 | 1–0 | 1–3 | 0–1 | 2–3 | 0–0 | 4–0 | 2–1 | 0–2 | 2–1 | 0–0 | 2–3 | 2–0 | 1–1 | 1–0 | 2–0 | 2–2 | 1–2 | —   | 3–2 | 1–1 |
| West Bromwich Albion | 2–3 | 1–1 | 1–0 | 0–2 | 1–1 | 0–0 | 1–0 | 1–0 | 5–2 | 0–0 | 2–0 | 0–0 | 2–1 | 2–0 | 2–2 | 1–0 | 3–0 | 0–2 | 2–0 | 1–2 | 2–3 | 1–1 | —   | 1–0 |
| Wigan Athletic       | 1–1 | 1–0 | 2–1 | 1–1 | 1–5 | 1–3 | 1–1 | 1–0 | 1–4 | 0–2 | 1–4 | 2–1 | 0–0 | 0–0 | 1–0 | 0–1 | 0–0 | 1–2 | 0–1 | 1–4 | 0–2 | 0–1 | 1–1 | —   |